# British Rail 221 sorozat

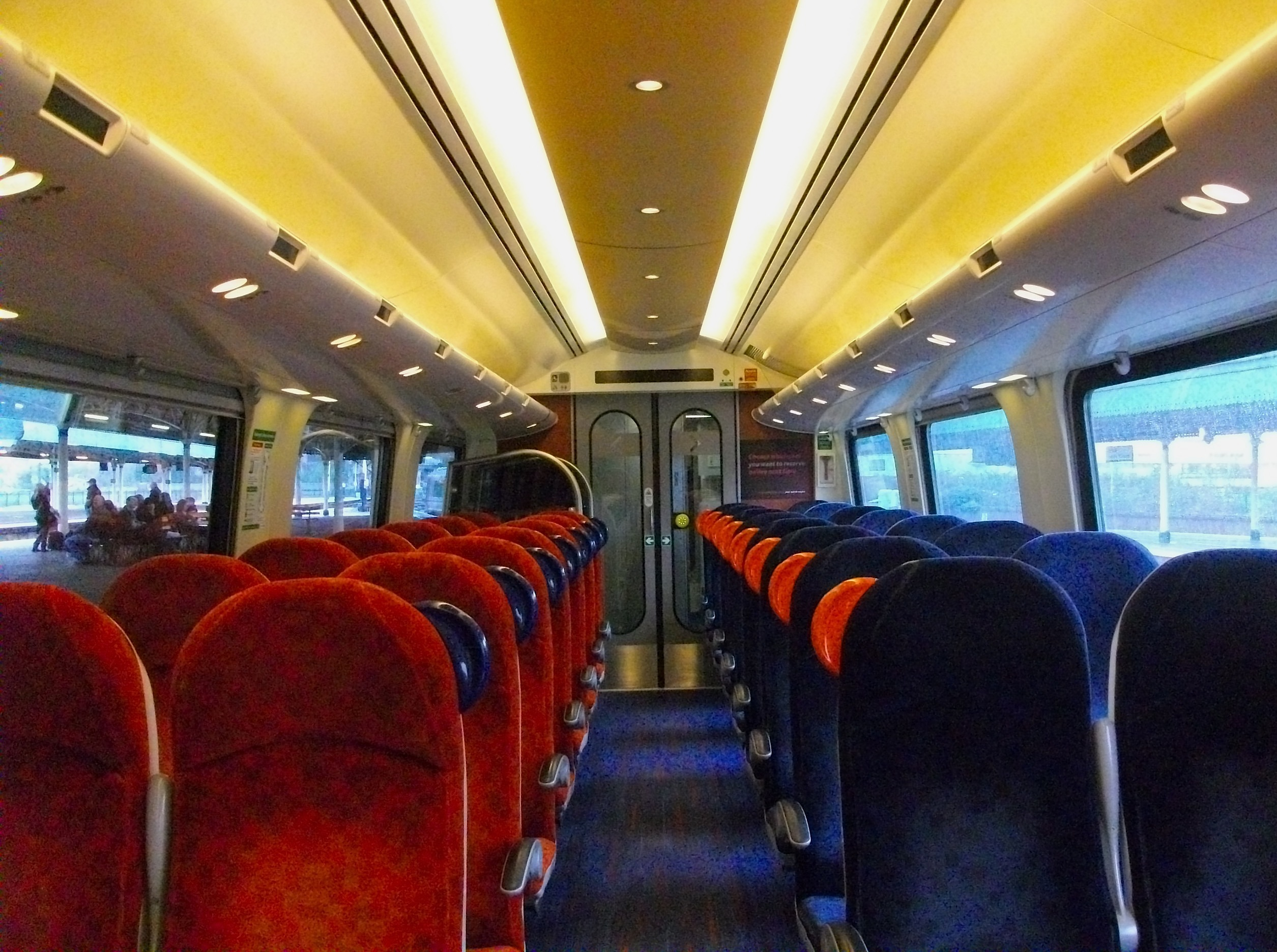
Utastér

A British Rail 221 sorozat (SuperVoyager) egy angol billenőszekrényes dízel-villamos motorvonat-sorozat. A Bombardier Transportation gyártotta 2001 és 2002 között. Összesen 44 motorvonat készült el, melyeket a CrossCountry és a Virgin Trains használ. A vonatok négy vagy ötrészes összeállításban közlekednek Angliában.

## Nevek
Néhány motorvonatot híres utazókról neveztek el.
| 221 101  | Louis Blériot                                    | 221 123†  | Henry Hudson                               |
| 221 102  | John Cabot                                       | 221 124†  | Charles Lindbergh                          |
| 221 103  | Christopher Columbus                             | 221 125†  | Henry the Navigator                        |
| 221 104  | Sir John Franklin                                | 221 126†  | Captain Robert Scott                       |
| 221 105  | William Baffin                                   | 221 127†  | Wright Brothers                            |
| 221 106  | Willem Barents                                   | 221 128†  | Caption John Smith                         |
| 221 107  | Sir Martin Frobisher                             | 221 129†  | George Vancouver                           |
| 221 108  | Sir Ernest Shackleton                            | 221 130†  | Michael Palin                              |
| 221 109  | Marco Polo                                       | 221 131†  | Edgar Evans                                |
| 221 110  | James Cook                                       | 221 132†  | William Speirs Bruce                       |
| 221 111  | Roald Amundsen                                   | 221 133†  | Alexander Selkirk                          |
| 221 112  | Ferdinand Magellan                               | 221 134†  | Mary Kingsley                              |
| 221 113  | Sir Walter Raleigh                               | 221 135†  | Donald Campbell                            |
| 221 114  | Sir Francis Drake                                | 221 136†  | Yuri Gagarin                               |
| 221 115  | Polmadie Depot - korábban Sir Francis Chichester | 221 137†  | Mayflower Pilgrims                         |
| 221 116  | David Livingstone                                | 221 138†  | Thor Heyerdahl                             |
| 221 117  | Sir Henry Morton Stanley                         | 221 139†  | Leif Eriksson                              |
| 221 118  | Mungo Park                                       | 221 140†  | Vasco da Gama                              |
| 221 119† | Amelia Earhart                                   | 221 141*† | Amerigo Vespucci                           |
| 221 120† | Amy Johnson                                      | 221 142*  | Matthew Flinders                           |
| 221 121† | Charles Darwin                                   | 221 143*  | Auguste Piccard                            |
| 221 122† | Doctor Who                                       | 221 144*  | BOMBARDIER Voyager - korábban Prince Madoc |

A 220-as és a 221-es a CrossCountryhez került 2007 novemberben, a nevüket eltávolították.
- † Átkerült a CrossCountry-hez.
- * Átkerült a Virgin West Coast Services-hez.

## Járműállomány
| Sorozat   | Üzemeltető    | Darabszám | Gyártásban | Kocsik száma | Pályaszám       |
| --------- | ------------- | --------- | ---------- | ------------ | --------------- |
| Class 221 | Virgin Trains | 21        | 2001–2002  | 5            | 221101 - 221118 |
| Class 221 | Virgin Trains | 21        | 2001–2002  | 4            | 221142 - 221144 |
| Class 221 | CrossCountry  | 23        | 2001–2002  | 5            | 221119 - 221140 |
| Class 221 | CrossCountry  | 23        | 2001–2002  | 4            | 221141          |